# Julia Dorny
Julia Dorny (Berlín, 20 de febrero de 1990) es una ex-artista marcial mixta, ex-boxeadora y hoy divulgadora científica alemana. Es la única deportista del mundo que ha ganado campeonatos de judo, artes marciales mixtas y lucha de sumo. Fue la primera mujer alemana en convertirse en campeona europea de MMA y en campeona mundial de MMA en el peso pluma dentro de la IMMAF amateur.

## Carrera deportiva
A los 7 años, Dorny empezó a entusiasmarse con el judo. Desde los 14 años lucha en la Liga Alemana de Judo. A los 17 años luchó por primera vez en la primera edición de la Bundesliga de Judo (PSV Rostock). A los 18 años obtuvo el cinturón negro de judo. Dorny ha sido varias veces campeona de judo en Berlín. Fue subcampeona de Alemania en la clasificación individual, varias veces ganadora del torneo de clasificación nacional y tiene en su haber innumerables éxitos internacionales. En 2005 se clasificó para el Campeonato Europeo de Judo, pero no pudo competir por una lesión. Dorny fue atleta de cuadro en el Centro de Entrenamiento Olímpico de Berlín, así como en la Federación Alemana de Judo (DJB). Dorny estudió en la Werner-Seelenbinder-Sportschule (SLZB). Con su antiguo club de primera división, el JC Wiesbaden, ganó el bronce en el campeonato por equipos.

### Sumo
En 2016, Dorny comenzó a entrenar sumo y ese mismo año se convirtió en campeona de Alemania, ganó el bronce en el Campeonato de Europa y obtuvo el quinto puesto en el Campeonato del Mundo. En 2017 recibió el rango de shodan (primer dan) en lucha de sumo. En su carrera de sumo, Dorny se convirtió en varias veces en campeona de Alemania (peso individual y abierto), se aseguró el quinto puesto en los Juegos Mundiales de 2017 y ganó la plata en el US Open de 2019 en Los Ángeles (California).

### MMA
Dorny ganó su debut en MMA como amateur en el Campeonato de Alemania (GEMMAF) 2015. Ese mismo año fue nominada para el Campeonato Mundial de la IMMAF en Las Vegas, ganando el bronce en su debut internacional. A continuación, demostró su regularidad ganando otra medalla de bronce en el Campeonato Europeo de la IMMAF en Birmingham. En los años siguientes, participó en el Campeonato Europeo IMMAF (subcampeona de 2016 de Europa) y en el Campeonato Mundial IMMAF (subcampeona del mundo en 2016, bronce en 2017). En 2018 llevó su rendimiento al siguiente nivel y consiguió ser campeona europea y mundial en su primer intento. Esta rara hazaña la convirtió en la primera campeona europea alemana y en la primera campeona mundial alemana en la división de peso pluma.

### Campeonato Alemán de Artes Marciales Mixtas
Tras ganar el Campeonato de Europa y el Campeonato del Mundo, Dorny hizo su debut profesional ante su público el 29 de junio de 2019 en el GMC20 de Berlín contra Miriam Santana Ramos. Derrotó a Ramos en el primer asalto por TKO (ground and pound). Esta pelea también fue la primera pelea femenina de GMC transmitida en FreeTV. Tuvo su segunda pelea en GMC22 el 12 de octubre de 2019 contra Mariam Tatunashvili, que también ganó por TKO (suelo y golpe) en la segunda ronda.

## Récord en artes marciales mixtas
| Resultado | Récord | Oponente            | Método                      | Evento                  | Fecha                 | Ronda | Tiempo | Localización |
| --------- | ------ | ------------------- | --------------------------- | ----------------------- | --------------------- | ----- | ------ | ------------ |
| Victoria  | 3-2    | Joy Pendell         | Sumisión (rear-naked choke) | Invicta FC 60           | 7 de febrero de 2025  | 2     | 4:46   | Atlanta      |
| Derrota   | 2-2    | Riley Martinez      | Sumisión (rear-naked choke) | Invicta FC 54           | 27 de octubre de 2023 | 1     | 1:48   | Boston       |
| Derrota   | 2-1    | Jeslen Mishelle     | TKO (puñetazos)             | PFL Challenger Series 3 | 4 de marzo de 2022    | 1     | 3:51   | Orlando      |
| Victoria  | 2-0    | Mariam Tatunashvili | TKO (puñetazos)             | GMC 22                  | 12 de octubre de 2019 | 2     | 2:21   | Hamburgo     |
| Victoria  | 1-0    | Miriam Santana      | TKO (puñetazos)             | GMC 20                  | 29 de junio de 2019   | 1     | 3:04   | Berlín       |

## Carrera como divulgadora científica y periodista
Además de su carrera deportiva, Dorny trabaja como científica de los medios de comunicación, periodista y reportera y presentadora en directo. Se licenció en periodismo y comunicación corporativa en 2013. En 2017 completó su máster en estudios de medios de comunicación en la Universidad Humboldt de Berlín.
Desde enero de 2020, Dorny dirige su propio podcast, "WOMEN HIT HARDER - The Female Power Podcast by MMA World Champion Julia Dorny", y publica regularmente nuevos episodios. Entre los invitados que pasaron por su espacio estaban los actores actor Jürgen Vogel y Ken Duken, el boxeador Axel Schulz, la campeona mundial de boxeo Regina Halmich y la redactora jefe de ICON Inga Griese, las gemelas maratonianas Anna y Lisa Hahner y los campeones olímpicos Kevin Kuske, Matthias Steiner y Eric Franke.
En abril de 2020 fue nombrada miembro de la "Comisión de Atletas" de la IMMAF.